# 테트라사이클린
테트라사이클린(영어: tetracycline)은 항생제이다. 유명한 판매 브랜드명은 수마이신(Sumycin)이다. 이 항생제는 방선균(放線菌) 배양액으로부터 얻어지는 항균성 항생물질이다. 아크로마이신이라고도 하며, 넓은 범위의 세균에 대해 항균력을 가진다.
치료가 가능한 질병으로는 티푸스, 폐렴, 콜레라, 브루셀라증, 역병, 말라리아, 매독 등 세균성 질병들이 있다. 테트라사이클린계 항생제에 속한다.
테트라사이클린은 1953년에 특허가 출원되었고, 1978년에 상업적으로 사용할 수 있게 되었다. 세계 보건 기구(WHO)의 필수 의약품 목록에 들어 있는 가장 안전하고 효과적인 의약품이다. 개발도상국에서 테트라사이클린의 도매 치료 비용은 0.35~1.78 USD이다. 미국에서 치료 과정은 일반적으로 25 USB 미만이다. 테트라사이클린은 스트렙토마이세스 세균으로부터 만들어졌다.

## 작동원리
테트라사이클린은 세균의 리보솜에 결합하여 세균의 성장과 증식에 필요한 단백질 합성을 저해하는 직접 작용을 한다.

## 복용 주의 사항
보통 입으로 복용하는 경구 투여용 약이다. 알루미늄, 칼슘, 마그네슘, 철분을 포함하는 제품과 함께 복용하지 말아야 한다. 이러한 제품들에는 일부 제산제, 다수의 비타민과 무기질 보충제 등이 있다. 특히 우유, 요구르트, 치즈, 아이스크림과 같은 유제품이 흡수(투여 후 혈류로의 약물 이동)를 감소시킨다.

## 부작용
일반적인 부작용으로는 구토, 설사, 발진 및 식욕 부진이 있다. 다른 부작용으로는 8세 미만의 어린이가 사용하는 경우 치아 발육 부진, 신장 문제, 쉽게 햇볕에 타는 문제가 있다. 위장장애 · 간장장애와 드물게는 광선과민증과 골조직으로의 침착을 일으키며, 장기간 투여에 의해 칸디다가 이상 증식하는 균교대증(菌交代症)도 보고되었다.

## 같이 보기
- 옥시테트라사이클린(oxytetracycline)
- 클로르테트라사이클린(chlortetracycline)
- 독시사이클린(doxycycline)